# Отровни и силно действащи лечебни растения
Отровни и силно действащи лечебни растения такива, които съдържат токсични или силно действащи вещества. При използването на такива лекарствени растения са необходими по-задълбочени познания, като се обръща внимание на точната дозировка и задължителна консултация със специалист-фитотерапевт. За да се избегнат нежелани, а дори в някои случаи и фатални последствия при билколечение, навсякъде, където е необходимо, трябва да се обръща внимание на съществуващата опасност от нежелани реакции на организма. Д-р Нено Стоянов в труда „Нашите лекарствени растения“, във второто издание от 1972 – 1973 г., отбелязва растенията, чийто прием трябва да се осъществява при стриктно спазване на дозите и под лекарско наблюдение.
| „ | Дебело трябва да се подчертае, че и тук, при лечебните растения, е в сила принципът „Dosis sola facit venerium" („дозата прави отровата"), т.е. ползата или вредата от всяко лекарство, включително и от растенията, се определя от много фактори и на първо място от количеството, от дозата, в която се използват. | “ |

## Отравяния с лечебни растения
Макар че са носители на безспорни полезни свойства, лечебните растения могат да станат причина и за по-леки или по-тежки, а понякога и за фатални отравяния. Според статистиките лечебните растения се нареждат всред първите 7 най-чести причини за отравяния, а при децата под 5-годишна възраст те са начело в списъка на причинителите на отравяния. Днес около 1 на 10 случая на отравяния е свързан с растения.
Възможностите за настъпване на отравяния с растения са разнообразни. Най-чести са отравянията всред децата, които, привлечени от ярките и красиви плодове, семена, цветове на някои растения, от свежите листа, сочни корени и пр., ги консумират, вземайки ги за близки по вид неотровни растения. У възрастните интоксикациите с лечебни растения се дължат най-често на предозиране, на употреба на големи количества от приготвени от лечебни растения отвари, запарки, настойки и пр. или на неконтролирано, продължително използване на такива препарати. Не са редки случаите на сбъркване на лечебни растения със силно отровни, близки по външен вид растения. Разбира се, съществуват, макар и рядко, и случаи на умишлена употреба на големи дози с цел самоубийство или съвсем рядко, убийство.
Понякога отравяния могат да настъпят при консумиране на месо или мляко от животни, които са яли отровни растения.
Трябва да се знае, че лечебните растения съдържат високоактивни в биологично отношение вещества. Неправилно е твърдението на някои хора, че докато синтетичните химични вещества, използвани като лечебни средства, са силно действуващи, опасни, то лечебните растения са безвредни, безопасни.
| „ | Достатъчно е да споменем, че едни от най-силните отровни вещества – стрихнин, морфин, аконитин, никотин, кокаин и много други, са изолирани от растения. | “ |

## Общи прояви на отравяния с лечебни растения
Отравянията с растения могат да протичат остро и хронично. Острите отравяния се дължат обикновено на употребата на голямо количество (свръхдозиране) и се характеризират с внезапно настъпване, с бурни клинични прояви. Хроничните отравяния настъпват при продължителна употреба на нетоксични еднократни количества от съответното растение и се характеризират с бавно, незабелязано начало и с постепенно развитие на клиничната картина.

## А
- Акорус (Блатен аир) Acorus calamus L. [5]

## Б
- Блатняк обикновен Caltha palustris L. Ranunculaceae[6]
- Блян бял Hyoscyamus albus L.[5]
- Блян черен Hyoscyamus niger L. Solanaceae[7]
- Божур червен Paeonia peregrina Mill. Paeoniaceae[8]
- Ботурче есенно Cyclamen hederifolim Ait. (C. neapolitanum Ten.) Primulaceae[9]
- Ботурче пролетно Cyclamen coum Mill.[5]
- Брей Tamus communis L. Dioscoreaceae[10]
- Брош бояджийски Rubia tinctorum L. Rubiaceae[11]
- Бръшлян Hedera helix L. Araliaceae[12]
- Бърдун бял Asphodelus albus Mill. [5]
- Бударица обикновена Galeopsis ladanum L. Lamiaceae[5]
- Бучиниш петнист (Цволика) Conium maculatum L. Apiaceae[13]
- Бъз нисък (Бъзак) Sambucus ebulus L. Caprifoliaceae[14]
- Бял имел Viscum album L. Loranthaceae[15]
- Бясно дърво обикновено Daphne mezereum L. Thymeleaeceae[16]
- Бял чувен Gypsophila paniculata L. Caryophyllacae[17]

## В
- Вечерник обикновен Hesperis matronalis L. Brassicaceae[18]
- Винобой американски Phytolaca americana L. Phytolacaceae[19]
- Винцетоксикум лечебен (Устрел лечебен) Vincetoxicum hirundinaria Medic.(V. officinale L., Cynanchum vincetoxicum (L.) R. Br. Asclepiadaceae
- Водна роза бяла Nymphaea alba L. Nymphaeaceae[20]
- Водна роза жълта (Бърдуче) Nuphar lutea (L.) Sibt. et sm. (Hymphaea lutea L.) Nymphaeaceae[21]
- Вранско око Paris quadrifolia L. Liliaceae[22]
- Вратига Tanacetum vulgare L. Asteraceae[23][24]
- Вълмо руско Salicornia ruthenica Iljin. Chenopodiaceae[5]
- Вълча ябълка обикновена Aristolochia clematitis L. Aristolochiaceae[25]
- Вълча ябълка кръглолистна Aristolochia rotunda L. Aristolochiaceae[26]

## Г
- Глушина посевна Vicia sativa L. Fabaceae[5]
- Горицвет летен Adonis aestivalis L. Ranunculaceae
- Горицвет пролетен Adonis vernalis L. Ranunculaceae[27][28]
- Гълъбови очички Hepatica nobilis Mill. Ranunculaceae[5]
- Гърбач Periploca graeca L. Asclepiadaceae[29]

## Д
- Дебрянка Sanicula europea L. Umbelliferae[30]
- Джел обикновен (Кошничар) Ilex aquifolium L. Aquifoliaceae[31]
- Дива краставица Ecbalium elaterium L. Cucurbitaceae[32]
- Дива тиква Bryonia alba L. Cucurbitaceae[33]
- Дяволска уста обикновена Leonurus cardiaca L. Lamiaceae[34]

## Е
- Ефедра обикновена Ephedra distachya L. Ephedraceae[5]

## Ж
- Жито упоително Lolium temulentum L. Gramineae[35]
- Жълтуга висока (Ж. багрилна) Genista tinctoria L. Fabaceae[36]
- Жълтуга горска Genista ovata W. et K. Fabaceae[5]
- Жълтурче Ranunculus ficaria L. Ranunculaceae[5]

## З
- Зановец бял Chamaecytisus albus (Jacq.) Rothm.(Cytisus albus Hacq.) Fabaceae[5]
- Зановец карпатски Chamaecytisus lejocarpus (A. Kern.) Rothm.(Cytisus lejocarpus W. K.) Fabaceae[5]
- Зановец космат Chamaecytisus hirsutus (L.) Link. (Cytisus hirsutus L.) Fabaceae[5]
- Зановец регенсбургски Chamaecytisus ratisbonensis (Schaeff.)Rothm.(Cytisus ratisbonensis Schaeff.) Fabaceae[5]
- Зарасличе (Черен оман) Symphytum officinale L. Boraginaceae[37]
- Зимзелен малък Vinca minor L. Apocynaceae[38]
- Зимзелен тревист Vinca herbacea W.et K. Apocynaceae
- Златен дъжд Laburnum anagyroides Medic. Fabaceae[39]
- Златна пръчица (Горски енчец) Solidago Virga–Aurea L. Compositae[40]
- Змийско мляко Chelidonium majus L. Papaveraceae[41]
- Змиярник петнист Arum maculatum L. Araceae[42][43]
- Змиярник италиански Arum italicum Mill. Araceae[43]
- Зърнеш Peganum harmala L. Zygophyllaceae[44]

## К
- Кадънка (Полски мак) Papaver rhoeas L. Papaveraceae[5]
- Кандилка обикновена Aquilegia nigricans Baumg. (A. vulgaris L.) Ranunculaceae[45]
- Кавказка скополия Copolia carniolica jacq. Solanaceae[46]
- Кисел трън обикновен Berberis vulgaris L. Berberidaceae[47]
- Китайски лимонник (Шизандра) Schisandra chinensis Magnoliaceae (Schisandra)[46]
- Клинавиче изправено Cionura erecta (Marsdenia erecta R. Br.) Asclepiadaceae
- Кокиче блатно Leucojum aestivum L. Amaryllidaceae[48]
- Кокиче елвезиево Galanthus elwesii Hook. (G. maximus Vel.) Amaryllidaceae [49]
- Кокиче снежно Galanthus nivalis L. Amaryllidaceae[50]
- Кокошка Isopyrum thalictroides L. Ranunculaceae[5]
- Комунига бяла Melilotus albus Desr. Leguminosae[51]
- Комунига жълта Melilotus officinalis L. Leguminosae[52]
- Копитник Asarum europaeum L. Aristolochiaceae[53]
- Крем петров Lilium martagon L. Liliaceae[5]
- Кукуряк миризлив Helleborus odorus W.et K. Ranunculaceae[54]
- Кучешко грозде червено Solanum dulcamara L. Solanaceae[55]
- Кучешко грозде черно Solanum nigrum L. Solanaceae[56]
- Къклица Agrostemma githago L. Caryophyllaceae[57]

## Л
- Лавровишня лечебна Laurocerasus officinalis Roem. Rosaceae[58]
- Лисичина грудеста Corydalis bulbosa(L.) DC. (C. cava Schweigg.) Papaveraceae[5]
- Лисичина плътногрудеста Corydalis solida (L.) Swartz. Papaveraceae[5]
- Люляк Syringa vulgaris L. Oleaceae[59]
- Лютиче езичесто Ranunculus lingua L. Ranunculaceae[5]
- Лютиче многоцветно Ranunculus polyanthemos L. Ranunculaceae[5]
- Лютиче огненоцветно Ranunculus flammula L. Ranunculaceae[5]
- Лютиче отровно Ranunculus scleratus L. Ranunculaceae[60]
- Лютиче пълзящо Ranunculus repens L. Ranunculaceae[5]

## М
- Маслинка обикновена Ligustrum vulgare L. Oleaceae[5]
- Мехунка Physalis alkekengi L. Solanaceae[5]
- Миши уши (Рунянка) Hieracium pilosella L. Asteraceae[61]
- Млечка горска Euphorbia amygdaloides L. Euphorbiaceae[5]
- Млечка градинска Euphorbia peplus L. Euphorbiaceae[5]
- Млечка мирсинитска Euphorbia myrsinites L. Euphorbiaceae[5]
- Млечка обикновена Euphorbia cyparissias Host. Euphorbiaceae[5]
- Млечка пясъчна Euphorbia peplis L. Euphorbiaceae[5]
- Момкова сълза лечебна Polygonatum odoratum (Mill.) Druce (P. officinale All.) Liliaceae[5]
- Момкова сълза многоцветна Polygonatum multiflorum (L.) All. Liliaceae[5]
- Момина сълза Convallaria majalis L. Liliaceae[62]
- Морач воден Oenanthe aquatica (L.) Poir. (Oenanthe phelandrium (Lam.), Phelandrium aquatica L.) Umbelllferae[63]
- Мразовец есенен (Кърпикожух) Colchicum autumnale L. Liliaceae[64]
- Мъжка папрат Dryopteris filix-mas (L.) Schott. Aspidiaceae[65][66]

## Н
- Напръстник вълнест Digitalis lanata Ehrh. Scrophulariaceae[67]
- Напръстник едроцветен Digitalis grandiflora Mill. (D.ambigua Murr.) Scrophulariaceae[67]
- Напръстник ръждив Digitalis ferruginea L. Scrophulariaceae[67]
- Напръстник червен Digitalis purpurea L. Scrophulariaceae[62]
- Наумка лечебна Cynoglossum officinale L. Boraginaceae[68]
- Нокът обикновен Lonicera xilosteum L. Caprifoliaceae[5]

## О
- Обичниче дребно Thalictrum minus L. Ranunculaceae[69]
- Обичниче жълто Thalictrum flavum L. Ranunculaceae
- Обичниче кандилколистно Thalictrum aquilegifolium L. Ranunculaceae[69]
- Огнивче полско Anagallis arvensis Primulaceae[70]
- Огниче Chenopodium botrys L. Chenopodiaceae[71]
- Орлова папрат Pteridium aquilinum (L.) Kuhn. Hypolepidaceae[72]
- Очанка Euphrasia officinalis complex (Е. rostkoviana Hayne, JL-Slricta J. F. Lehm)[73]

## П
- Папаронка жълта (Жълт мак, Рогатец) Glaucium flavum Crantz. Papaveraceae[5]
- Пелин горчив Artemisia absinthium L. Asteraceae[74][75]
- Пелин обикновен Artemisia vulgaris L. Asteraceae[5]
- Пелин сантонинов Artemisia santonicum L. ssp.patens (Neilr.)K.Pers. (A. maritima L.) Asteraceae[5]
- Плавун бухалковиден Lycopodium clavatum L. Lycopodiaceae
- Повет обикновен Clematis vitalba L. Ranunculaceae[76]
- Повет прав Clematis recta L. Ranunculaceae[76]
- Подсунка обикновена Heliotropium europaeum L. Boraginaceae[5]
- Пролез едногодишен Mercurialis annua L. Euporbiaceae[5]
- Пролез многогодишен Mercurialis perennis L. Euphorbiaceae[5]
- Пропадниче блатно Pedicularis palustris L. Scrophulariaceae[77]

## Р
- Ралица източна Consolida hispanica (Costa) Greut. et Burdet. (Delphinium orientalis Schreb.) Ranunculaceae[5]
- Ралица обикновена Consolida regalis S.F.Gray. (Delphinium consolida L.)[78] Ranunculaceae
- Ранилист лечебен Betonica officinalis L. (Stachys officinalis (L.) Trev. Lamiaceae[79]
- Ресник Actaea spicata L. Ranunculaceae[5]
- Рицин Ricinus communis L. Euphorbiaceae[80]
- Росопас вайлантов Fumaria vaillantii Loisel. Papaveraceae[5]
- Росопас лечебен Fumaria officinalis L. Papaveraceae[81]

## С
- Самакитка жълта Aconitum lycoctonum L. ssp. neapolitanum (Ten.) Nym. (A. Lamarckii Reichenb.) Ranunculaceae[5]
- Самакитка синя Aconitum variegatum L. (A. cammarum Jacq.) Ranunculaceae[82]
- Сапунче лечебно Saponaria officinalis L. Caryophyllaceae[83]
- Седефче Ruta graveolens L. Rutaceae[84]
- Секирче посевно Lathyrus sativus L. Fabaceae[5]
- Сиротица Gratiola officinalis L. Scrophulariaceae[85]
- Солянка европейска Salicornia europaea L. (S. herbacea L.) Chenopodiaceae[5]
- Спарциум Spartium junceum L. Fabaceae[5]
- Спореж блатен Senecio paludosus L. Asteraceae[5]
- Спореж дъбовогорски Senecio nemorensis L. Asteraceae[5]
- Спореж леплив Senecio viscosus L. Asteraceae[5]
- Спореж перестолистен Senecio othonnae Bieb. Asteraceae[5]
- Спореж обикновен Senecio vulgaris L. Asteraceae[86]
- Спореж якобов Senecio jacobaea L. Asteraceae[5]
- Старо биле (Лудо биле) Atropa belladonna L. Solanaceae[87]
- Съсънка бяла Anemone nemorosa L. Ranunculaceae[88]
- Съсънка горска Anemone sylvestris L. Ranunculaceae[5]
- Съсънка лютиковидна Anemone ranunculoides L. Ranunculaceae[5]

## Т
- Татул Datura stramonium L. Solanaceae[89]
- Тис обикновен Taxus baccata L. Taxaceae[90]
- Тлъстига лютива Sedum acre L. Crassulaceae[5]

## Х
- Хвойна казашка (Смрика казашка) Juniperus sabina L. Cupressaceae[91]
- Хвощ блатен Equisetum palustris L. Equisetaceae[92][93]
- Хвощ мочурен Equisetum fluviatile L. (E. limosum L.) Equisetaceae[93]
- Хуперция иглолистна (Плаун обикновен) Huperzia inundata (L.) Bernh ex Schrank et Mart. (Lycopodium selago L.) Lycopodiaceae[5]

## Ц
- Цикута Cicuta virosa L. Apiaceae[5]

## Ч
- Челядник кръглоглав Echinops sphaerocephalus L. Asteraceae[5]
- Чемерика лобелиева (Ч. бяла) Veratrum lobelianum Bernth. (V. album L.) Liliaceae[94]
- Чемерика черна Veratrum nigrum L. Liliaceae[5]
- Чемшир Buxus sempervirens L. Buxaceae[95]
- Черен имел европейски Loranthus europaeus Jacq. Loranthaceae[5]
- Чобанка бяла Petasites albus (L.) Gaertn. Asteraceae[5]
- Чобанка хибридна (Ч. лечебна) Petasites hybridus (L.) Gaertn. (P. officinalis Moench.) Asteraceae

## Ш
- Шумкавиче Pulicaria vulgaris Garth. Compositae[96]

## Я
- Японска акация (Японска софора) – Sophora japonica L. Leguminosae[97]